# Гусарова, Светлана Владимировна
Гусарова Светлана Владимировна (род. 9 ноября 1962) — российский искусствовед. Член-корреспондент Российской академии художеств.

## Биография
Родилась 9 ноября 1962 года.
В 1986 году окончила Ленинградский государственный университет (восточный факультет).
Постоянный автор статей и интервью для журналов «Диалог искусств», «Декоративное искусство», «ACADEMIA».
Куратор более 50 выставочных проектов, прошедших в Российской академии художеств, Государственном музее архитектуры им. А.В. Щусева, Московском музее современного искусства, музеях Москвы, Санкт-Петербурга, Вены, Страсбурга, Мадрида, Каира и других городов. Среди них: «Живопись двух столиц» (K-gallery, Санкт-Петербург) (2012); «Радикальная вышивка» (Галерея А3, Москва) (2014).
Живёт и работает в Москве.

## Звания
- Член-корреспондент Российской академии художеств (Отделение искусствознания и художественной критики, с 2012 года)
- Член Международного Союза журналистов

## Государственная и общественная деятельность
- Редакция журналов по искусству – «Диалог искусств», «Декоративное искусство», «ACADEMIA».
- Заведующий отделом редакционного издания Московского музея современного искусства (с 2003 года).

## Награды
- Грант Президента Российской Федерации на выставочный проект (2013)

Награды Российской академии художеств
- Дипломы и Благодарности РАХ